# Cunaxoides croceus
Cunaxoides croceus är en spindeldjursart som först beskrevs av Koch 1838.  Cunaxoides croceus ingår i släktet Cunaxoides och familjen Cunaxidae. Inga underarter finns listade i Catalogue of Life.